# Свято-Лазарівська церква (Дніпро)
Свято-Лазарівська церква ― зруйнований колишній православний храм у місті Дніпро. Ця церква була на території Севастопольського парку. Раніше це був цвинтар.

## Історія
У 1863 році на цвинтарі була збудована невелика каплиця, але незабаром, вже в жовтні того ж року, в Катеринославі побував з візитом син імператора Олександра ІІ цесаревич Микола Олександрович, і за його особистим наказом каплиця була перебудована та освячена на честь Воскресіння Лазаря. Свято-Лазарівський храм був сільського типу та архітектурно не виділявся серед інших величних храмових споруд губернського міста. Він налічував лише одну купол-дзвіницю над входом, три псевдокуполи й вівтарної апсидовидної частини. 
Унікальність перебудови в тому, що храм повністю збудували коштом царської сім'ї. Коштів імператор та його дружина не пошкодували: цвинтарна церква вийшла просторою та міцною. У 1894 р. добудували новий боковий вівтар та ще одну конструкцію з трьома вежами та трьома куполами у вигляді великої дзвіниці й двох маленьких прибудов.
Спочатку вона виконувала роль локальної цвинтарної церкви, тут під час Кримської війни (1853-1856 рр.) ховали загиблих від ран військових. А потім, коли ця частина міста була заселена видатними людьми, їх почали ховати навколо церкви. Церква Воскресіння Лазаря була одним із найсвятіших місць у місті.

## За радянських часів
У радянські часи (30-ті роки XX століття) церква була закрита і зазнала відчутних руйнувань від рук новітніх варварів. Під час Другої світової війни храм згорів, а вже в повоєнний час, коли в 1949 році вийшла постанова міськвиконкому про ліквідацію Севастопольського цвинтаря, Лазарівський храм і могили героїв були варварськи знищені. На території цвинтаря було створено парк, офіційне відкриття якого приурочили до 100 річниці оборони Севастополя – 1955 року. Саме на місці колишнього розташування Лазаревської церкви було збудовано монумент захисникам Севастополя.

## Меморіал - наполовину церква
Але місцеві жителі, посилаючись на розповіді прадідів, й досі вважають: за часів атеїзму сакральну споруду не вдалося зруйнувати, і вона й досі похована під пам'ятником героям. Під куполом меморіалу – дзвіниця. Багато старожилів, які живуть у нагірному районі обласного центру, дотримуються тієї точки зору, що вже після війни, коли на цьому місці замість цвинтаря вирішили зробити парк, її просто вирішили знищити. Тричі закладалася вибухівка, і церкву тричі підривали, але мистецтво будівельників було сильнішим за напір вандалів. І тоді представники нового режиму вирішили піти іншим шляхом - просто засипали храм курганом і поставили на ньому пам'ятник. 
За офіційними документами, храм праведного Лазаря Четвероденного був сильно пошкоджений за часів Великої Вітчизняної війни. Побоюючись руйнування, священнослужителі навіть богослужіння звершували під стінами храму. Після закриття цвинтаря храмові підвальні приміщення використовували як братську могилу для перепоховання. Надалі розбили парк, а пам'ятка архітектури прослужила фундаментом для меморіалу. Ця практика була досить часто поширена за радянських часів, досить згадати московське метро, яке було збудовано та фанеровано за рахунок зруйнованих московських храмів.

## Спроба відродження
Розмови про необхідність відродження Свято-Лазаревського цвинтарного храму тривають у Дніпрі не перший рік. На мапу Дніпровських храмів його відновлення як заплановане будівництво внесли ще 2000 року. У 2008 році вже встановлено хрест, який символізує початок нового життя втраченої святині.
Але, на жаль, процес гальмується через кілька проєктів реконструкції парку. Жоден із них ще не затверджений. Місце майбутнього храму також не визначено. Руйнувати меморіал не можна - він охороняється законом. Але щойно розпочнеться розбудова парку, історики займуться розкопками та обіцяють поставити крапку в історії знищення Лазаревської церкви.

## Археологічні дослідження залишків церкви Св. Лазаря[5]
Нині увага до Севастопольського парку прикута тому, що нещодавно історики встановили місце розташування тут старовинної церкви Святого Лазаря і відшукали її фундамент. Експерти переконані: у склепі під храмом був похований дослідник і підприємець, ініціатор створення Катерининської залізниці та історичного музею Олександр Поль – перший почесний громадянин Катеринослава, завдяки якому почалася розробка залізних руд у Кривому Розі.
Дніпровська археологічна експедиція Охоронної археологічної служби України у травні 2020 року розпочала досліджувати фундаменти церкви. Тут розкрили друге поховання, яке, судячи з обладунків, хреста та книги, належало поважному священнику. 
“Спершу думали, що це одне поховання, адже могильний горбик був короткий і вони помилково “налізли” один на одного. Думали, що ми одразу натрапили на могилу Олександра Поля, а поряд допоховали його дружину — Ольгу Коростовцеву, за документами — у них мало б бути парне поховання. А виявилося — це поховання священників”, – пояснює директор комунального підприємства “Етнографічні парки Дніпра” Дніпровської міської ради, історик за фахом Дмитро Каюк.
За кілька днів археологами було відкрито поховання митрофорного протоієрея. Було знайдено митру, видану патріархом, кипарисовий хрест і Євангеліє. Розкрита могила цікава ще тим, що в ній було знайдено блакитну штукатурку від церкви. Скоріше за все, вона потрапила туди, коли її реконструювали в 1894 році. Це дає науковцям можливість одразу визначитись із датою другого поховання — із 1894 по перші роки XX століття.

## Див.також
Храми Дніпра
Православ'я у Дніпропетровський області